# Nordahl Grieg

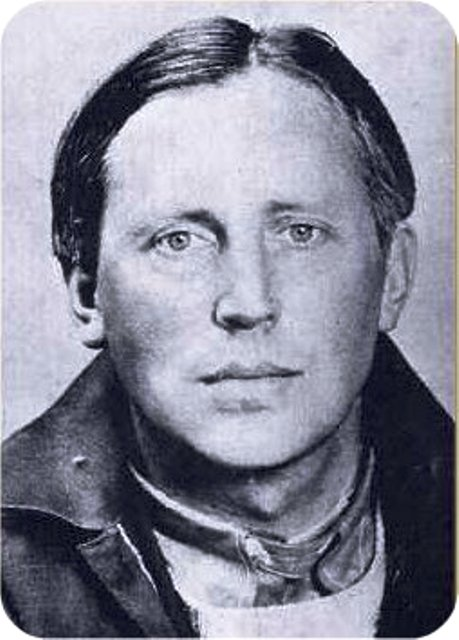
Nordahl Grieg gegen Ende seines Lebens

Johan Nordahl Brun Grieg (* 1. November 1902 in Bergen, Norwegen; † 2. Dezember 1943 in Kleinmachnow bei Berlin) war ein norwegischer Schriftsteller und Journalist.

## Leben
Nordahl Grieg – aus einer gutbürgerlichen Familie stammend – war ein Bruder des Verlegers Harald Grieg sowie ein entfernter Verwandter des Komponisten Edvard Grieg. Er unterbrach sein Studium an der Universität Oslo, um 1922 als Seemann auf einem Frachter verschiedene Länder Europas zu bereisen. Nach der Rückkehr studierte er Philosophie und war journalistisch tätig. Seit seiner Jugend war Nordahl Grieg politisch links eingestellt. 
Als Lyriker debütierte Grieg 1922 mit der Gedichtsammlung Rundt Kap det gode Håp (Um das Kap der guten Hoffnung). 1923 erschien der Roman Skibet gaar videre, eine kritische Schilderung des Lebens an Bord und in den Hafenstädten. 1925 veröffentlichte er den Gedichtband Stene i strømmen (Steine im Strom).
1927 arbeitete Grieg für eine Zeitung als Korrespondent in China und berichtete über die Anfänge des Bürgerkrieges zwischen den Kuomintang und den Kommunisten. Seine Erlebnisse schilderte er in der Reportage Kinesiske dage (Chinesische Tage, 1927). Im selben Jahr schrieb er die Bühnenstücke Barabas, En ung manns kjærlighet (Die Liebe eines jungen Mannes) und das antikapitalistische Lehrstück Atlanterhavet.

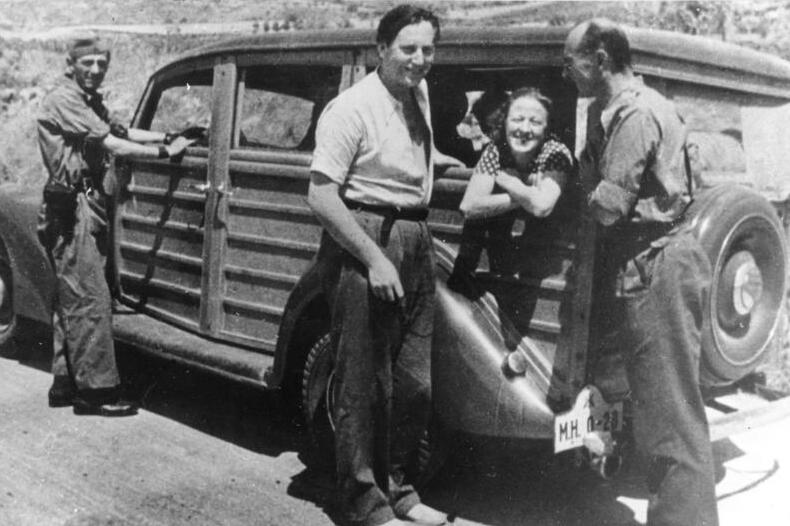
Internationale Brigaden: Der Schriftsteller Ludwig Renn, Chef des Stabes der XI. Internationalen Brigade im spanischen Bürgerkrieg, Kommandeur des Thälmann-Bataillons 1936/37 (rechts) mit dem norwegischen Dichter Nordahl Grieg (Mitte) der 1937 in Spanien kämpfte.

Die Zeit von 1933 bis 1935 in Moskau prägten Grieg, er wurde zum Kommunisten. Nach seiner Rückkehr war er Redakteur der antifaschistischen Zeitschrift Veien frem, für die prominente Autoren wie Thomas Mann, Ilja Ehrenburg und Louis Aragon schrieben. In dieser Zeit entstand sein Lehrstück Vår ære og vår makt (Unsere Ehre und unsere Macht), das ebenso wie das Drama Nederlaget (Die Niederlage) auch ins Deutsche übersetzt wurde.
1936 schrieb Grieg im südnorwegischen Ny-Hellesund das Gedicht Til Ungdommen, das in vertonter Form sehr populär und zu einem seiner bekanntesten Texte wurde. 1937 war Grieg als antifaschistischer Kriegsreporter im spanischen Bürgerkrieg tätig. 1938 erschien sein Roman Ung må verden ennu være (Und die Welt bleibt jung), der im Moskauer Milieu handelt. Der Autor vertritt hierbei konsequent die kommunistische Ideologie der sowjetischen Repressionen. Die Hauptperson der Handlung, Ashley, ein englischer Philologe, der in Moskau tätig ist, geht ein Verhältnis mit einer attraktiven Frau ein, die streng ihre kommunistische Parteidisziplin befolgt, und Ashley scheitert, weil er als Humanist nicht imstande ist, revolutionär zu handeln.
Ab dem 9. April 1940 meldete Grieg sich freiwillig bei den Norwegischen Streitkräften und war dann im norwegischen Geheimdienst in England tätig. Dort heiratete er im gleichen Jahr die norwegische Schauspielerin Gerd Egede-Nissen, die Schwester der Schauspielerinnen Aud Egede-Nissen und Ada Kramm, die Grieg zuvor kennengelernt hatte und die ihm nach Großbritannien nachgereist war. Als Kriegsreporter der britischen Royal Air Force nahm er an den Luftangriffen und Flächenbombardements auf deutsche Städte teil.

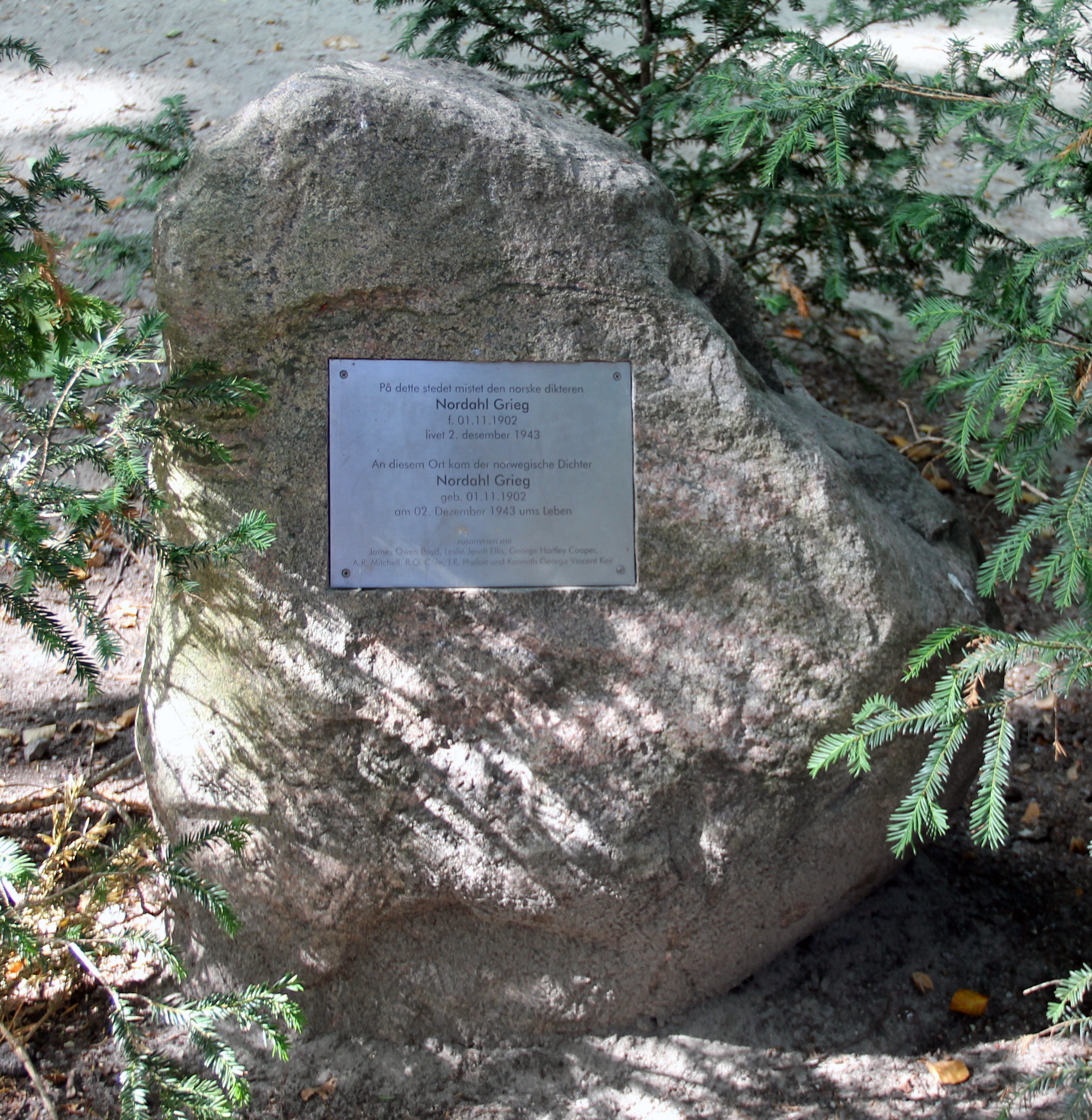
Gedenkstein am Machnower See, in Kleinmachnow

Grieg starb am 2. Dezember 1943 beim Angriff auf Berlin, als die Lancaster LM 316, in der er als Kriegsberichterstatter mitflog, abgeschossen wurde. Die acht Leichen der verbrannten Flugzeugbesatzung wurden nach der Obduktion durch die Wehrmacht im Olympia-Lazarett auf dem Döberitzer Garnisonsfriedhof beigesetzt. 1952 wurde der Friedhof auf Anordnung der sowjetischen Militärverwaltung eingeebnet. Die Absturzstelle liegt am Ufer des Machnower Sees. Dort stellte die Gemeinde Kleinmachnow auf Bitten der norwegischen Botschaft einen Findling als Ehrenmal auf. Bei der Einweihung des Ehrenmals am 23. November 2003 sang die norwegische Sängerin Torhild Ostad das Lied Til Ungdommen. In der Norwegischen Botschaft in Berlin befindet sich seit dem 4. September 2002 ein Stück der linken Tragfläche des abgeschossenen Flugzeugs, das von 1944 bis zum Frühjahr 2002 als Dach für einen Schafstall gedient hatte. Der Kleinmachnower Lauf Club veranstaltet alljährlich einen Nordahl-Grieg-Gedenklauf.

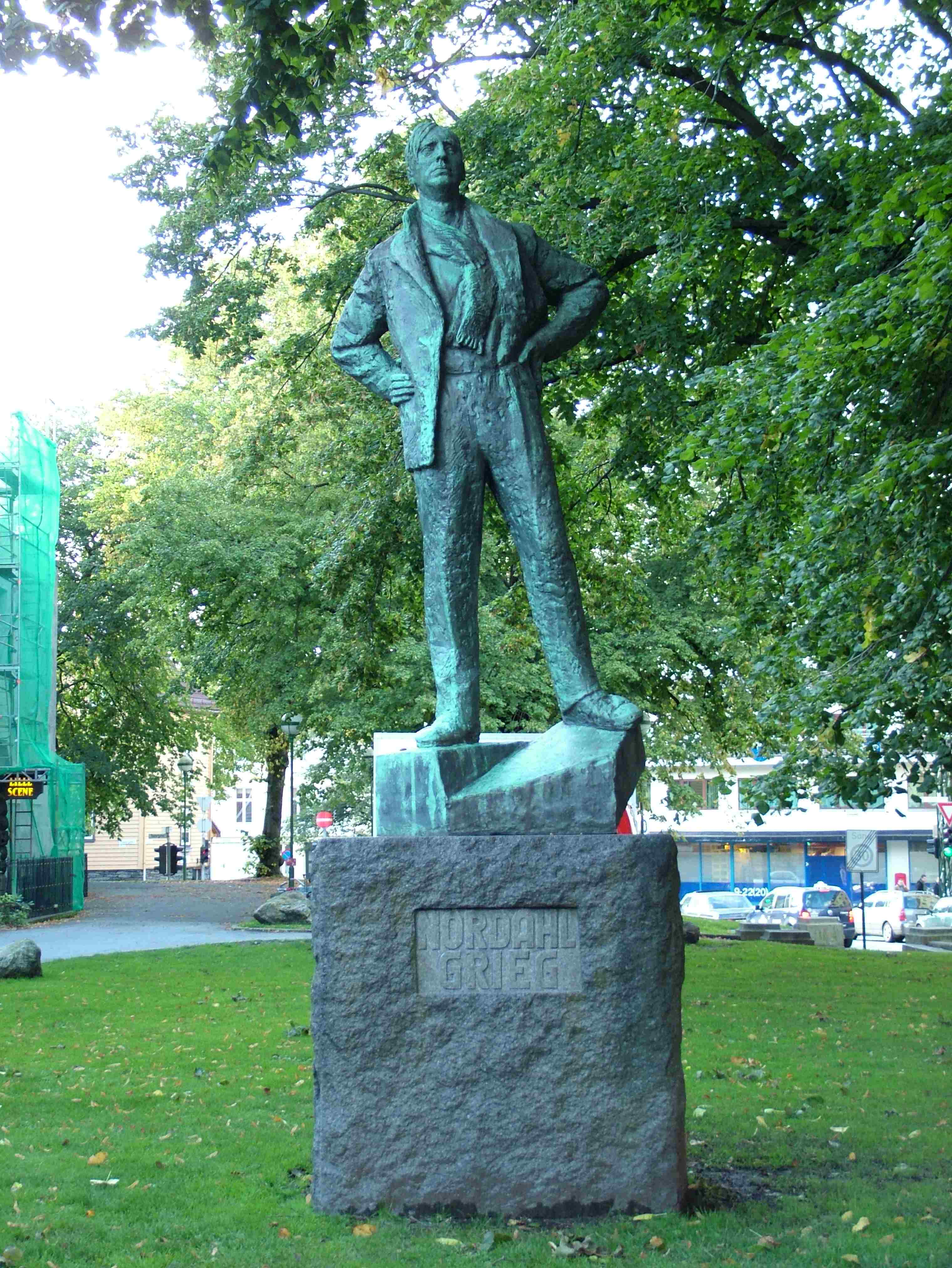
Denkmal in Bergen

1945, nach Kriegsende, wurde Nordahl Grieg in seinem Vaterland als antifaschistischer Widerstandskämpfer gegen die deutsche Okkupation geehrt. Eine Statue Griegs wurde zum Gedenken am Theater in Bergen aufgestellt.

## Werk
Griegs Dramen und Romane entstanden in der Zwischenkriegszeit. In seinen in Moskau verfassten Dramen übernahm er weitgehend die sowjetische Bühnentechnik und die von Brecht praktizierte Form des epischen Lehrstückes. Im Zentrum seiner Stücke steht die Kritik an der Klassengesellschaft.
Das expressionistische Schauspiel Barrabas geht auf Eindrücke des Autors während seines Aufenthaltes in China zurück. Grieg vergleicht in der Parabel die Friedfertigkeit Jesu mit der Gewalttätigkeit unterdrückter Rebellen. Im Kampf zwischen passivem Widerstand und revolutionärer Befreiung wird ein junger Mann infolge von Brutalitäten überwältigt.
Im Lehrstück Unsere Ehre und unsere Macht (Vår ære og vår makt, 1936) machen norwegische Reeder im Ersten Weltkrieg profitable Geschäfte. Für teures Frachtgeld liefern sie den Engländern Rüstungsmaterial und den Deutschen Kupfer. Der Profit aus diesem Geschäft gestattet ihnen kapitalen Wohlstand; zu gleicher Zeit leben Hunderttausende ihrer Landsleute infolge des Krieges in großem Elend. Nach der Weltwirtschaftskrise, zwanzig Jahre nach der eigentlichen Handlung des Stückes, befinden sich etliche der Matrosen von damals in einem Obdachlosenasyl, während die Reeder für einen neuen imperialistischen Krieg rüsten. Das proletarische Volk tritt nun in einen Generalstreik.
Griegs letztes Stück spielt in Paris im März des Jahres 1871. Deutschland hat über Frankreich gesiegt. Die Kommune wird errichtet und schafft zum Wohle des Volkes, aber man streitet über die Anwendung der Gewalt und missbraucht die Macht zu einem schonungslosen Terror. Die Barrikaden fallen, ebenso die Patrioten. Die Niederlage der Kommune ist letztlich nicht vermeidbar, so lehrt es Grieg in seiner Sicht. Er inspirierte mit seinem Lehrstück Bertolt Brecht zu seinem gleichfalls verfassten Lehrstück Die Tage der Kommune (1949).
Nordahl Griegs hinterlassenes englisches Filmscript Greater Wars, verfasst 1942 in London, wurde 1989 aufgefunden und ins Norwegische übersetzt. Seine Kriegsgedichte wurden 1945 in dem Gedichtband Friheten veröffentlicht.

## Bibliographie

### Primärliteratur (Auswahl)
- Rundt Kap det gode Håp, 1922 – Um das Kap der guten Hoffnung
- Skibet gaar videre, 1924 – Das Schiff segelt weiter
- Stene i strømmen, 1925 – Steine im Strom
- Kinesiske dage, 1927 – Chinesische Tage
- En ung manns Kjærlighet, 1927 – Die Liebe eines jungen Mannes
- Barabbas, 1927 – Drama
- Norge i våre hjerter, 1929
- Atlanterhavet, 1932 – Der Atlantik
- De unge døde, 1932 – Die jungen Tage
- Vår ære og vår makt, 1935 – Unsere Ehre und unsere Macht. Drama
- Ung må verden ennu være, 1938 – Und die Welt bleibt jung
- Nederlaget, 1937 – Die Niederlage. Drama
- War Poems of Nordahl Grieg, 1944 (englisch)

### Sekundärliteratur
- Rudolf Nilsen und Nordahl Grieg: Ruf aus Norwegen, Gedichte. Ausgewählt und übertragen von Horst Bien und Helmut Stelzig. Mit einer Nachbemerkung von H. Strelzig. 1. Aufl. Hinstorff, Rostock 1960.
- Nordahl-Grieg-Ehrung in der Deutschen Demokratischen Republik. Wissenschaftl. Konferenz über Nordahl Griegs künstlerisches und politisches Vermächtnis. Greifswald, 30. Okt. bis 3. Nov. 1962. [Mit Portr.] Als Ms gedruckt in: Wissenschaftl. Zeitschrift d. Ernst-Moritz-Arndt-Univ. Greifswald. 12.1963, Gesellschafts- u. sprachwiss. R., 1. Greifswald 1963.
- Edvard Hoem: Til ungdommen. Nordahl Griegs liv. 1. Auflage. Gyldendal Norsk Forlag, 1989
- Schauspielführer. Henschelverlag, Berlin 1964